# Betriebsnummer
Die Betriebsnummer ist ein Ordnungsmerkmal mit acht Ziffern, die in Deutschland jeder Arbeitgeber zur Meldung von Sozialversicherungsdaten an die Sozialversicherungsträger benötigt. Aufgrund der in diesen Meldungen verwendeten Betriebsnummer erstellt die Bundesagentur für Arbeit die amtliche Beschäftigungsstatistik. Die – neben der wirtschaftsfachlichen Gliederung – darin enthaltene örtliche Beschäftigungsstruktur wird u. a. zur Verteilung des kommunalen Anteils an der Umsatzsteuer herangezogen. Insofern ist eine korrekte Betriebsnummer für die Kommunen von wirtschaftlicher Bedeutung.

## Einführung / historische Entwicklung
Die Betriebsnummer wurde Ende 1972 mit dem 1. Januar 1973 zum Zeitpunkt der Abschaffung der Versicherungskarten notwendig, auf denen die Arbeitgeber bis dahin die Arbeitsentgelte der Beschäftigten eingetragen hatten. Ihre rechtliche Grundlage fand die Betriebsnummer in § 8 Abs. 2 Buchst. c) DEVO. Im Rahmen des Projekts „Optimiertes Meldeverfahren in der sozialen Sicherung“ wurde die fehlende gesetzliche Definition für dieses zentrale Ordnungsmerkmal der Meldungen zur Sozialversicherung bemängelt. Daher erfolgte die gesetzliche Definition der Betriebsnummer seit dem 1. Januar 2017 in § 18i SGB IV.

## Beantragung
Die Betriebsnummer ist vom Arbeitgeber selbst, einer vertretungsberechtigten Personen bzw. Mitarbeitern oder vom Steuerberater des Arbeitgebers zu beantragen. Der Antrag ist elektronisch beim Betriebsnummernservice der Bundesagentur für Arbeit (§ 18i SGB IV) bzw. als knappschaftlicher Betrieb oder Betrieb der Seefahrt bei der Deutschen Rentenversicherung Knappschaft-Bahn-See (§ 18k SGB IV) zu stellen. Der Antrag muss insbesondere die Angaben zum Namen mit Rechtsform, die Anschrift des Beschäftigungsbetriebes, sowie die wirtschaftliche Tätigkeit des Beschäftigungsbetriebes, aber auch zusätzlich die Daten zu Ansprechpartnerin oder Ansprechpartner im Betrieb enthalten.
Der Arbeitgeber enthält postalisch eine schriftliche Vergabebestätigung.
Bei der Beschäftigung von Arbeitnehmern im Haushalt, für die das Haushaltsscheck-Verfahren möglich ist, reicht eine Anmeldung mit dem entsprechenden Vordruck der Minijob-Zentrale. Werden Meldungen zur Sozialversicherung mit einer falschen oder fehlenden Angaben zur Betriebsnummer abgegeben, ist dies bußgeldbewehrt (§ 111 Abs. 1 Satz 1 Nr. 1a SGB IV).
Unabhängig auf welche Weise die Betriebsnummer vergeben wurde, erfolgt die Ablage in einem elektronischen Dateisystem der Beschäftigungsbetriebe bei der Bundesagentur für Arbeit (§ 18i Abs. 6 SGB IV).

## Änderungen
Bei Veränderungen zum Namen, zur Anschrift oder zur wirtschaftlichen Tätigkeit des Betriebes sind diese unmittelbar elektronisch dem Betriebsnummernservice der Bundesagentur für Arbeit mitzuteilen (§ 18i Abs. 4 SGB IV). Bei Änderungen in der Rechtsform, bei denen der neue Betrieb rechtlich nicht für die Verbindlichkeiten des alten Betriebes einsteht, ist eine neue Betriebsnummer zu beantragen.

## Geltungsbereich
Jeder Arbeitgeber, also auch ein privater Haushalt, der Arbeitnehmer beschäftigt, benötigt eine Betriebsnummer gemäß § 28a (3) Ziffer 6 SGB IV. Hat ein Betrieb mehrere Niederlassungen am selben Ort, reicht eine Betriebsnummer aus, wenn es sich nicht um unterschiedliche Wirtschaftszweige handelt. Er kann dann alle Arbeitnehmer unter dieser Nummer abrechnen. Beschäftigt er aber an einem anderen Ort Arbeitnehmer, ist dort eine eigenständige Betriebsnummer vonnöten, die dann auch wieder für alle Niederlassungen am selben Ort gilt. Der Beschäftigungsort ist nach § 9 (1) SGB IV der Ort, an dem die Beschäftigung tatsächlich ausgeführt wird. Eine Änderung des Ortes, des Wirtschaftszweiges und der Rechtsform ist der Bundesagentur für Arbeit elektronisch mitzuteilen (§ 18i Abs. 4 SGB IV).

## Verwendung
Die Betriebsnummer ist Bestandteil jeder elektronisch zu übermittelnden Meldung des Arbeitgebers an die Sozialversicherungsträger (§ 28 a Abs. 3 SGB IV). Dabei werden die Daten zunächst an die Einzugsstellen (Krankenkassen) gesendet, die dann die weitere Verteilung vornehmen.
Die Betriebsnummer dient auch als Identifikationsmerkmal in der Beschäftigtenstatistik der Bundesagentur für Arbeit (§ 281 Abs. 2 Nr. 3 SGB III, § 28a Abs. 3 Nr. 6 SGB IV), deren Daten wiederum in den Verteilungsschlüssel für die Beteiligung der Gemeinden am Aufkommen der Umsatzsteuer eingehen.